# Fritillaria kotschyana
Fritillaria kotschyana är en liljeväxtart som beskrevs av Herb.. Fritillaria kotschyana ingår i Klockliljesläktet och i familjen liljeväxter. Inga underarter finns listade.

## Bildgalleri

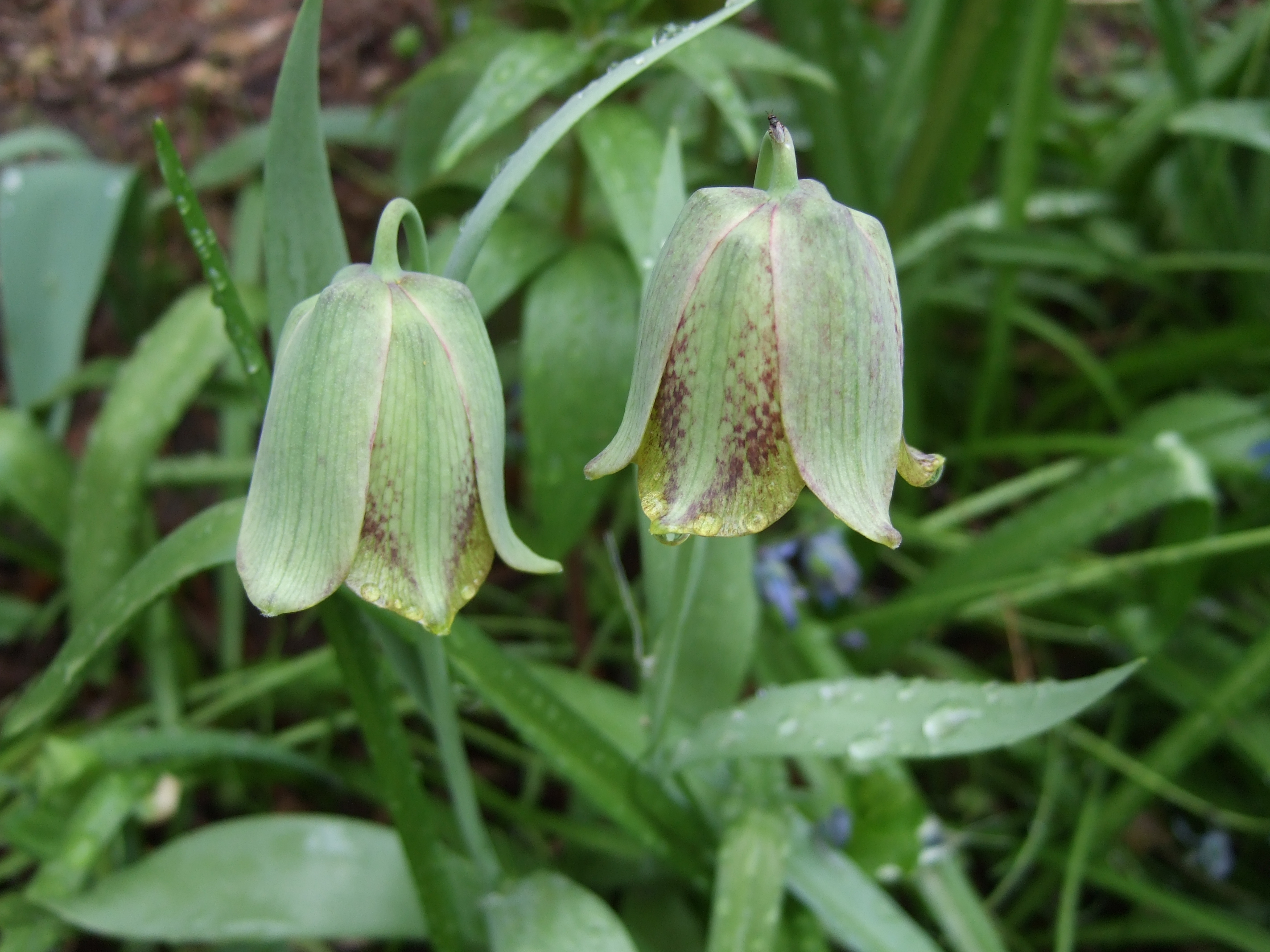
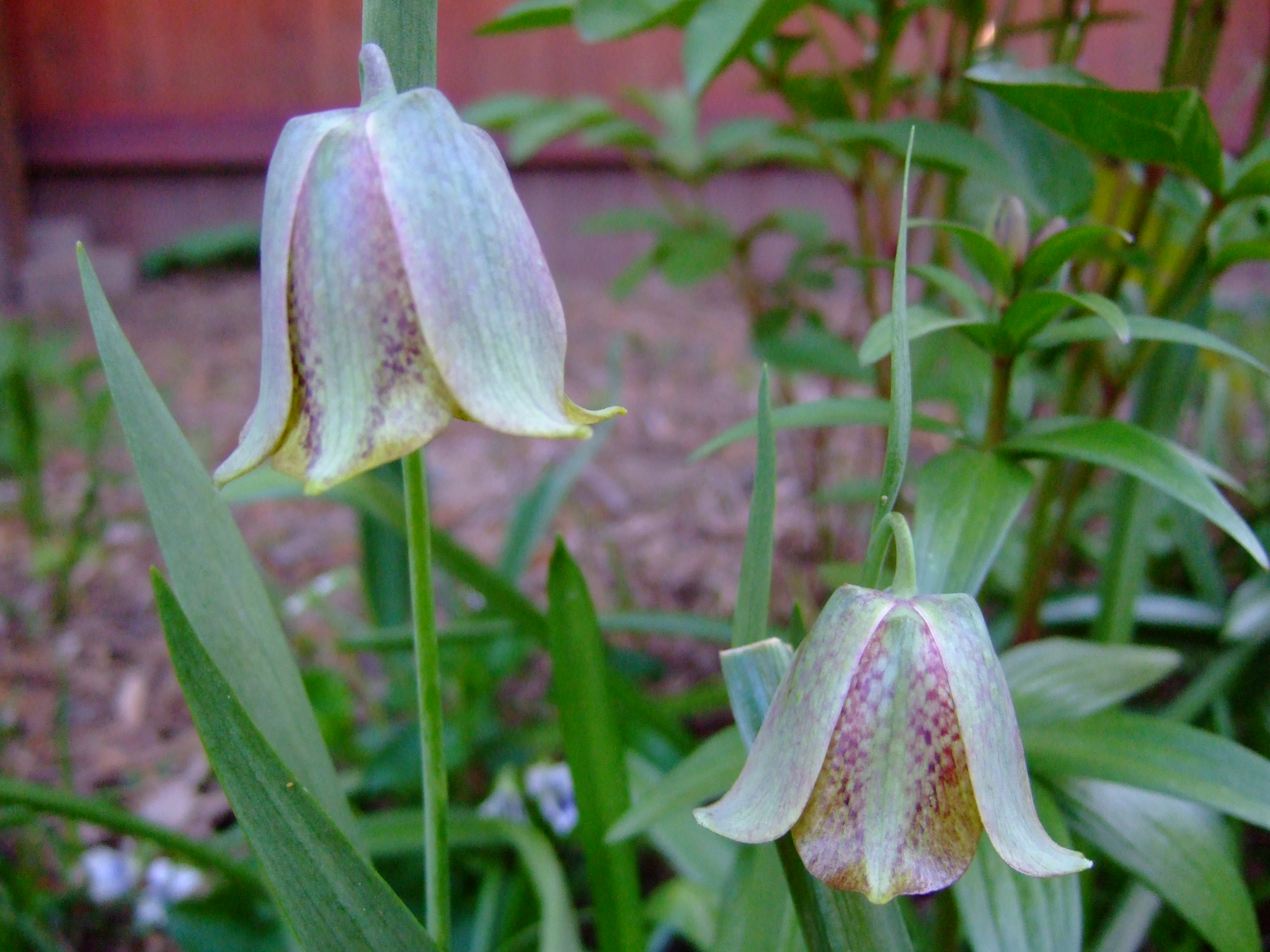
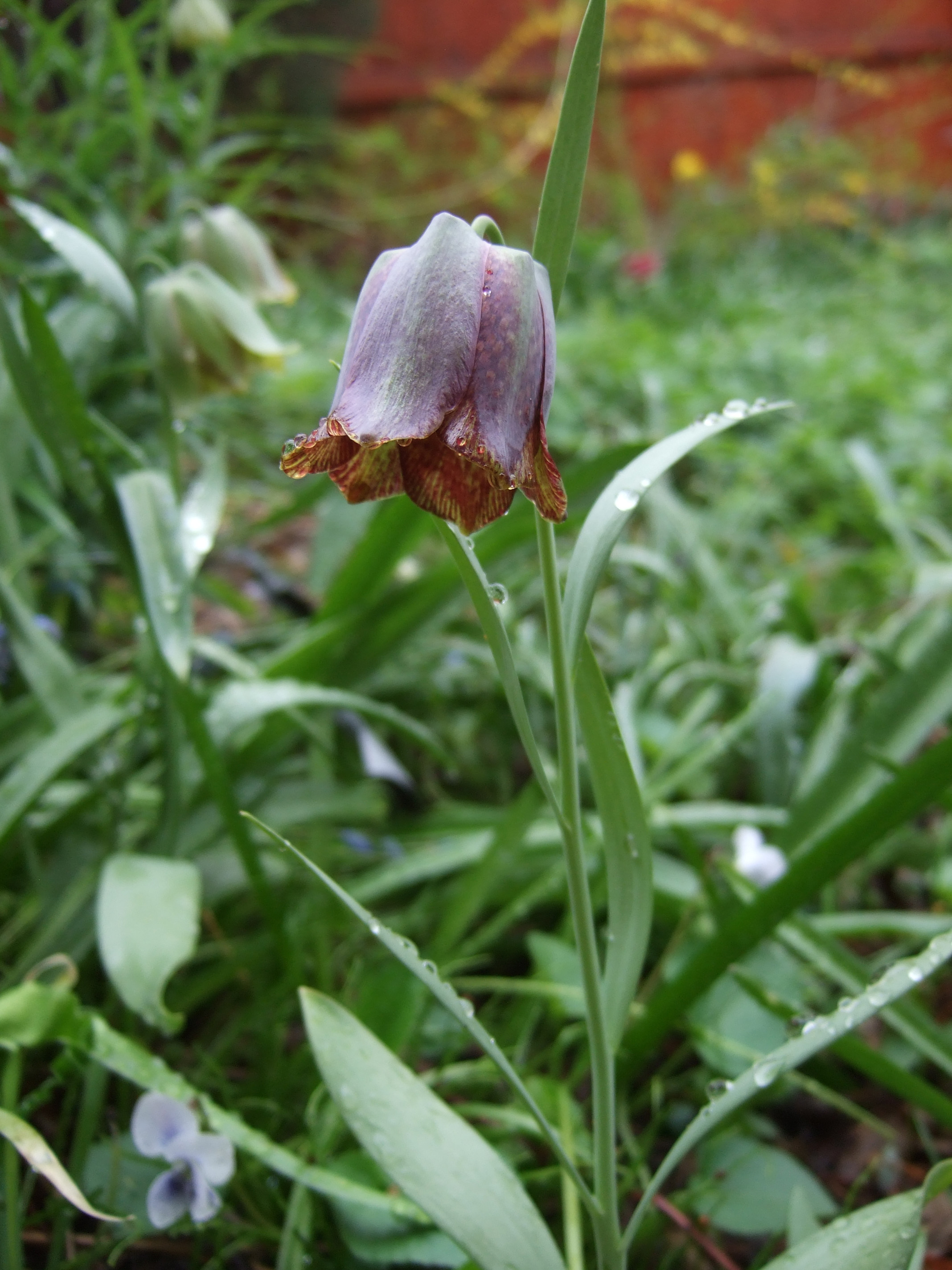